# Видобан
Видоба́н (фр. Vidauban) — коммуна на юго-востоке Франции в регионе Прованс — Альпы — Лазурный берег, департамент Вар, округ Драгиньян, кантон Видобан.
Площадь коммуны — 73,0 км², население — 9569 человек (2006) с выраженной тенденцией к росту: 10 908 человек (2012), плотность населения — 149,0 чел/км².

## Население
Население коммуны в 2011 году составляло — 10 608 человек, а в 2012 году — 10 908 человек.
| 1962 | 1968 | 1975 | 1982 | 1990 | 1999 | 2005 | 2006 | 2010  | 2011  | 2012  |
| ---- | ---- | ---- | ---- | ---- | ---- | ---- | ---- | ----- | ----- | ----- |
| 2611 | 2757 | 2930 | 3805 | 5460 | 7311 | 9331 | 9569 | 10165 | 10608 | 10908 |

Динамика населения:

## Экономика
В 2010 году из 6258 человек трудоспособного возраста (от 15 до 64 лет) 4240 были экономически активными, 2018 — неактивными (показатель активности 67,8 %, в 1999 году — 61,0 %). Из 4240 активных трудоспособных жителей работали 3570 человек (1960 мужчин и 1610 женщин), 670 числились безработными (291 мужчина и 379 женщин). Среди 2018 трудоспособных неактивных граждан 450 были учениками либо студентами, 714 — пенсионерами, а ещё 854 — были неактивны в силу других причин.
На протяжении 2010 года в коммуне числилось 4164 облагаемых налогом домохозяйства, в которых проживало 10 206,0 человек. При этом медиана доходов составила 16 тысяч 985 евро на одного налогоплательщика.